# Socotá
Socotá – miasto w Kolumbii, w departamencie Boyacá.